# 鹿嶋市立鹿島中学校
鹿嶋市立鹿島中学校（かしましりつ かしまちゅうがっこう）は、茨城県鹿嶋市にある公立中学校。

## 沿革
- 1967年（昭和42年）4月1日 - 鹿島、波野、豊郷中学校を統合し、鹿島町立鹿島中学校を設置。
- 1995年（平成7年）9月1日 - 鹿島町が大野村を編入して鹿嶋市となったことに伴い、鹿嶋市立鹿島中学校に改称。

## 周辺
- 鹿嶋市立中央図書館
- 鹿島神宮

## 著名な出身者
- 曽ヶ端準 - サッカー選手（ゴールキーパー）、元日本代表、元鹿島アントラーズ